# Aselin Debison
Aselin Debison (27 de junio de 1990) es una cantante canadiense de pop y música celta, a veces conocida como Azi.
Nació en Glace Bay (Nueva Escocia). Su nombre se debe a Aslan, el león de "Crónicas de Narnia" al parecer, sus padres son lectores de C.S. Lewis.

## Carrera
Aselin comenzó su carrera de cantante en 1999, cuando se le pidió que cantara en un mitin en una protesta de mineros en su ciudad natal. Poco después de esta actuación, comenzó a trabajar en un álbum navideño The Littlest Angel, que se publicó en el año 2001. En 2002 fue descubierta por el presidente de Sony Classical Peter Gelb en los East Coast Music Awards. El debut de su álbum Sweet is the Melody salió ese mismo año. 
En octubre de 2002, Aselin fue elegida para cantar para la Reina Isabel II en el Roy Thomson Hall en Toronto, Ontario, durante su visita a Canadá para celebrar su fiesta de Júbilo (Jubilee)

## Discografía

### Álbumes de estudio
| Día de Estreno  | Título              | Estudio           |
| 2001            | The Littlest Angel  |                   |
| Octubre de 2002 | Sweet Is the Melody | Epic              |
| Febrero de 2005 | Bigger Than Me      | Epic              |
| Agosto de 2010  | "Homeward Bound"    | Aselin Music Inc. |